# Samuel Platner

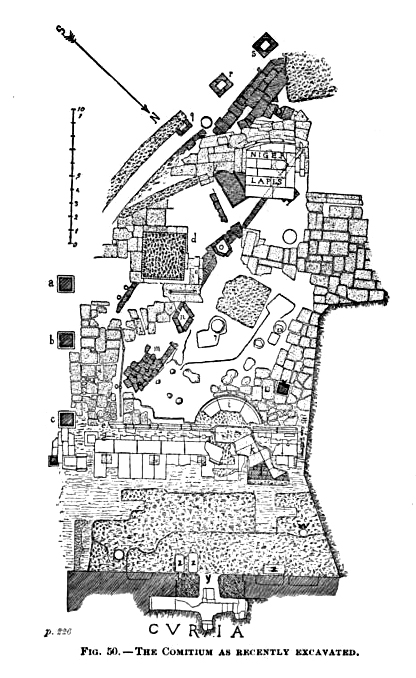
O Comitium como escavado

Samuel Ball Platner (4 de dezembro de 1863 - 20 de agosto de 1921) foi um classicista e arqueólogo norte-americano.

## Vida
Platner nasceu em Unionville, Connecticut, e estudou no Yale College. Ele lecionou na Western Reserve University e é mais conhecido como o autor de vários trabalhos topográficos sobre a Roma Antiga, entre eles A Topographical Dictionary of Ancient Rome, concluído após a morte de Platner por Thomas Ashby e publicado em 1929; e como colaborador da Britannica de 1911.